# Литл-Элбоу (тауншип, Миннесота)
Литл-Элбоу (англ. Little Elbow) — тауншип в округе Маномен, Миннесота, США. На 2000 год его население составило 225 человек.

## География
По данным Бюро переписи населения США площадь тауншипа составляет 92,7 км², из которых 81,1 км² занимает суша, а 11,6 км² — вода (12,55 %).

## Демография
По данным переписи населения 2000 года здесь находились 225 человек, 81 домохозяйство и 66 семей.  Плотность населения —  2,8 чел./км².  На территории тауншипа расположено 282 постройки со средней плотностью 3,5 построек на один квадратный километр. Расовый состав населения: 28,44 % белых, 66,67 % коренных американцев, 2,22 % — других рас США и 2,67 % приходится на две или более других рас. Испанцы или латиноамериканцы любой расы составляли 0,89 % от популяции тауншипа.
Из 81 домохозяйства в 35,8 % воспитывались дети до 18 лет, в 51,9 % проживали супружеские пары, в 14,8 % проживали незамужние женщины и в 18,5 % домохозяйств проживали несемейные люди. 17,3 % домохозяйств состояли из одного человека, при том 2,5 % из — одиноких пожилых людей старше 65 лет. Средний размер домохозяйства — 2,78, а семьи — 3,02 человека.
31,6 % населения — младше 18 лет, 9,3 % в возрасте — от 18 до 24 лет, 23,1 % — от 25 до 44, 26,7 % — от 45 до 64, и 9,3 % — старше 65 лет. Средний возраст — 38 лет. На каждые 100 женщин приходилось 104,5 мужчин.  На каждые 100 женщин старше 18 приходилось 116,9 мужчин.
Средний годовой доход домохозяйства составлял 21 750 долларов, а средний годовой доход семьи —  25 625 долларов. Средний доход мужчин —  24 167  долларов, в то время как у женщин — 20 625. Доход на душу населения составил 10 101 доллар. За чертой бедности находились 26,9 % семей и 31,9 % всего населения тауншипа, из которых 53,1 % младше 18 и 11,1 % старше 65 лет.